# Wereldkampioenschap wegrace 1990
Het wereldkampioenschap wegrace seizoen 1990 was het 42e in de geschiedenis van het door de FIM georganiseerde wereldkampioenschap wegrace.
In 1990 werd er voor het eerst in vier klassen gestreden om het wereldkampioenschap. Nadat in 1984 de 50cc-klasse werd omgevormd tot een 80cc-klasse, viel na het seizoen 1989 definitief het doek voor de kleinste klasse in het wereldkampioenschap. De laatste wereldkampioen uit de 80 cc, Manuel Herreros, maakte de overstap naar de 125cc-klasse, maar kon geen potten breken en behaalde geen enkel wk-punt. Wereldkampioen in de 125cc-klasse Àlex Crivillé maakte in 1990 de overstap naar de kwartliters, terwijl Sito Pons na twee jaar achtereen wereldkampioen te zijn geworden in de 250cc-klasse de overstap maakte naar de 500 cc en daarin tot zijn val bij de Grand Prix van Joegoslavië vierde in het algemeen klassement stond. De Amerikaan Eddie Lawson werd in 1989 wereldkampioen met Honda, maar keerde in 1990 terug naar Yamaha, het merk waarmee hij driemaal wereldkampioen wist te worden. In 1990 wist hij echter geen overwinning te behalen en werd zevende. De Britten Steve Webster en zijn bakkenist Tony Hewitt moesten het na de wereldtitel in 1989 doen met een derde plek in het kampioenschap, achter de Franse coureur Alain Michel, die met zijn nieuwe bakkenist Simon Birchall wereldkampioen werd en het Nederlandse duo Streuer en Schnieders.
Nieuw op de kalender stond de op de Hungaroring verreden Grand Prix van Hongarije die na de val van de muur voor het eerst in 1929 werd verreden en in 1990 voor het eerst op de kalender van het wereldkampioenschap stond. De Grand Prix van Brazilië verdween dat jaar van de kalender.

## Kalender
| Ronde | Datum        | Race                       | Locatie           | Winnaar 125 cc  | Winnaar 250 cc   | Winnaar 500 cc | Winnaar zijspan 500 cc | Verslag |
| ----- | ------------ | -------------------------- | ----------------- | --------------- | ---------------- | -------------- | ---------------------- | ------- |
| 1     | 25 maart     | GP van Japan               | Suzuka            | Hans Spaan      | Luca Cadalora    | Wayne Rainey   |                        | Verslag |
| 2     | 8 april      | GP van de Verenigde Staten | Laguna Seca       |                 | John Kocinski    | Wayne Rainey   | Michel / Birchall      | Verslag |
| 3     | 6 mei        | GP van Spanje              | Jerez             | Jorge Martínez  | John Kocinski    | Wayne Gardner  | Webster / Simmons      | Verslag |
| 4     | 20 mei       | GP der Naties              | Misano            | Jorge Martínez  | John Kocinski    | Wayne Rainey   | Biland / Waltisperg    | Verslag |
| 5     | 27 mei       | GP van Duitsland           | Nürburgring       | Doriano Romboni | Wilco Zeelenberg | Kevin Schwantz | Webster / Simmons      | Verslag |
| 6     | 10 juni      | GP van Oostenrijk          | Salzburgring      | Jorge Martínez  | Luca Cadalora    | Kevin Schwantz | Streuer / de Haas      | Verslag |
| 7     | 17 juni      | GP van Joegoslavië         | Rijeka            | Stefan Prein    | Carlos Cardús    | Wayne Rainey   | Michel / Birchall      | Verslag |
| 8     | 30 juni      | TT Assen                   | Assen             | Doriano Romboni | John Kocinski    | Kevin Schwantz | Michel / Birchall      | Verslag |
| 9     | 7 juli       | GP van België              | Spa-Francorchamps | Hans Spaan      | John Kocinski    | Wayne Rainey   | Streuer / de Haas      | Verslag |
| 10    | 22 juli      | GP van Frankrijk           | Le Mans           | Hans Spaan      | Carlos Cardús    | Kevin Schwantz | Webster / Simmons      | Verslag |
| 11    | 5 augustus   | GP van Groot-Brittannië    | Donington         | Loris Capirossi | Luca Cadalora    | Kevin Schwantz | Streuer / de Haas      | Verslag |
| 12    | 12 augustus  | GP van Zweden              | Anderstorp        | Hans Spaan      | Carlos Cardús    | Wayne Rainey   | Michel / Birchall      | Verslag |
| 13    | 26 augustus  | GP van Tsjecho-Slowakije   | Brno              | Hans Spaan      | Carlos Cardús    | Wayne Rainey   | Michel / Birchall      | Verslag |
| 14    | 2 september  | GP van Hongarije           | Hungaroring       | Loris Capirossi | John Kocinski    | Mick Doohan    | P. Güdel / C. Güdel    | Verslag |
| 15    | 16 september | GP van Australië           | Phillip Island    | Loris Capirossi | John Kocinski    | Wayne Gardner  |                        | Verslag |

## Eindstand 500 cc
| Pos | Coureur              | Motor            | Ptn |
| --- | -------------------- | ---------------- | --- |
| 1   | Wayne Rainey         | Yamaha           | 255 |
| 2   | Kevin Schwantz       | Suzuki           | 188 |
| 3   | Mick Doohan          | Honda            | 179 |
| 4   | Niall Mackenzie      | Suzuki           | 140 |
| 5   | Wayne Gardner        | Honda            | 138 |
| 6   | Juan Garriga         | Yamaha           | 121 |
| 7   | Eddie Lawson         | Yamaha           | 118 |
| 8   | Jean-Philippe Ruggia | Yamaha           | 110 |
| 9   | Christian Sarron     | Yamaha           | 84  |
| 10  | Sito Pons            | Honda            | 76  |
| 11  | Pierfrancesco Chili  | Honda            | 63  |
| 12  | Alex Barros          | Cagiva           | 57  |
| 13  | Randy Mamola         | Cagiva           | 55  |
| 14  | Marco Papa           | Cagiva           | 55  |
| 15  | Ron Haslam           | Cagiva           | 46  |
| 16  | Cees Doorakkers      | Honda            | 39  |
| 17  | Eddie Laycock        | Honda            | 30  |
| 18  | Carl Fogarty         | Honda            | 24  |
| 19  | Nicholas Schmassman  | Honda            | 23  |
| 20  | Peter Lindén         | Honda            | 15  |
| 21  | Kevin Magee          | Suzuki           | 13  |
| 22  | Karl Truchsess       | Honda            | 12  |
| 23  | Tadahiko Taira       | Yamaha           | 10  |
| 24  | Peter Goddard        | Yamaha           | 8   |
| 25  | Andreas Leuthe       | Honda / Librenti | 8   |
| 26  | Shinichi Ito         | Honda            | 7   |
| 27  | Romolo Balbi         | Honda            | 6   |
| 28  | Hikaru Miyagi        | Honda            | 5   |
| –   | Michele Valdo        | Honda            | 5   |
| –   | Norihiko Fujiwara    | Yamaha           | 5   |
| 31  | Shinji Katayama      | Yamaha           | 4   |
| 32  | Rachel Nicotte       | Chevallier-Honda | 4   |
| 33  | Osamu Hiwatashi      | Suzuki           | 3   |
| 34  | Hansjörg Butz        | Honda            | 3   |
| 35  | Vittorio Scatola     | Paton            | 1   |
| –   | Martin Trösch        | Honda            | 1   |

| Pos | Constructeur | Ptn |
| --- | ------------ | --- |
| 1   | Yamaha       | 272 |
| 2   | Honda        | 233 |
| 3   | Suzuki       | 223 |
| 4   | Cagiva       | 80  |
| 5   | Chevallier   | 4   |
| 6   | Paton        | 1   |